# الموتى السائرون
الموتى السائرون (بالإنجليزية: The Walking Dead) مسلسل رعب ودراما تلفزيوني أمريكي، طَورهُ فرانك دارابونت، مبني على سلسلة القصص المصورة بنفس العنوان التي أعدها روبرت كيركمان، توني مور، وتشارلي أدلارد. لعب الممثل البريطاني أندرو لينكولن دور بطل المسلسل بشخصية نائب المأمور ريك غرايمز، الذي يستيقظ من غيبوبة ليرى العالم مُدمراً من حوله، والموتى السائرون يجوبون الشوارع. يلتقي ريك بعائلته التي هربت من المدينة مع مجموعة من الناجين ويصبح ريك قائد المجموعة. تكافح المجموعة من أجل البقاء على قيد الحياة وللتكيف في العالم المروع الذي ملئت شوارعه بالموتى السائرون، ووجود الجماعات المعادية التي غالباً ما تكون أخطر من الموتى السائرين نفسهم.
تدور مُعظم أحداث المُسلسل في مدينة أتلانتا، في ولاية جورجيا، في المدينة نفسها والمناطق الريفية من حولها، ثم تنتقل مسار الأحداث إلى الإسكندرية، في ولاية فيرجينيا.
بدأ عرض المسلسل في الولايات المتحدة في 31 أكتوبر، 2010، حصرياً على قناة أي إم سي التلفزيونية. وحول العالم على قنوات شبكة فوكس العالمية، في الوطن العربي عرض المسلسل متزامناً على القناة السابقة فوكس للمسلسلات. بناءاً على التصنيف ونسب المشاهدة العالية التي تلقاها جددت قناة أي إم سي المسلسل لموسم تالي كل سنة منذ بدء عرضه. اعتبارأً من موسمه الثالث جلب المسلسل أكبر عدد مشاهدين من أعمار ما بين 18-49 سنة من أي برنامج تلفزيوني آخر. عرض الموسم الحادي عشر والأخير من المسلسل يوم 22 أغسطس 2021،
لاقى المسلسل استحسان النقاد ورشح للعديد من الجوائز؛ جائزة نقابة الكتاب الأمريكية لأفضل مُسلسل جديد، وجائزة غولدن غلوب لأفضل مُسلسل دراما. في 23 أغسطس، 2015، قدمت قناة أي إم سي مسلسلاً جديداً مشتقاً من قصة المسلسل بعنوان أخشوا الموتى السائرون. بالإضافة لمجموعة من المسلسلات الأخرى ك The Walking Dead: The World Beyond و من المرتقب عرض مسلسلات مشتقة جديدة في المستقبل.

## نظرة عامة
تبدأ أحداث مسلسل الموتى السائرون بعد انتشار فيروس معد حول العالم، وحول الناس إلى أموات سائرين (يُشار اليهم باسم «سائرون أو ماشون») والعجيب أنه لم يتم ذكر إسم زومبي في كامل المسلسل! الموتى السائرون يطاردون الناس الأحياء والحيوانات محاولين أكلهم، تجذبهم الأصوات ورائحة البشر. يصيبون كل من عضوا أو خدشوا بالعدوى التي تحولهم تدريجياً إلى موتى سائرين. يشار في بداية الموسم بأن كل الناس الأحياء يحملون العوامل المسببة للمرض وما إن ماتوا يتحولوا إلى موتى سائرون، والطريقة الوحيدة لقتل الموتى السائرون هي بتدمير الدماغ أو إتلاف الجسد بالكامل كحرقه مثلاً.

تتمحور قصة المسلسل حول نائب المأمور ريك غرايمز، الذي يستيقظ من غيبوبة ليرى العالم مدمراً. يصبح ريك قائدأ لمجموعة من الناجين الهاربين من مدينة أتلانتا، في ولاية جورجيا محاولين حماية بعضهم البعض والبقاء على قيد الحياة بأي وسيلة ممكنة.
| الموسم | الموسم | الحلقات | الحلقات | البث الأصلي    | البث الأصلي   |
| الموسم | الموسم | الحلقات | الحلقات | البث الأول     | البث الأخير   |
| ------ | ------ | ------- | ------- | -------------- | ------------- |
|        | 1      | 6       | 6       | 31 أكتوبر 2010 | 5 ديسمبر 2010 |
|        | 2      | 13      | 13      | 16 أكتوبر 2011 | 18 مارس 2012  |
|        | 3      | 16      | 16      | 14 أكتوبر 2012 | 31 مارس 2013  |
|        | 4      | 16      | 16      | 13 أكتوبر 2013 | 30 مارس 2014  |
|        | 5      | 16      | 16      | 12 أكتوبر 2014 | 29 مارس 2015  |
|        | 6      | 16      | 16      | 11 أكتوبر 2015 | 3 أبريل 2016  |
|        | 7      | 16      | 16      | 23 أكتوبر 2016 | 2 أبريل 2017  |

### الموسم الأول (2010)
يُصاب نائب المأمور ريك غرايمز أثناء تأدية الواجب زميله شاين والش، ويقع في غيبوبة. يستيقظ ريك بعد مدة من انتشار عدوى الفيروس، ثم يلتقي بالناجي مورغان جونز، الذي يخبره بما حصل ويشرح له خطورة الموتى السائرون. يُسافر ريك إلى أتلانتا، جورجيا باحثاً عن عائلتهُ ليجد المدينة مدمرة ويجوبها الموتى السائرون. يُنقذ ريك من قبل غلين ري الذي يدله في ما بعد على مجموعة الناجين الذين يخيمون على بعد بضعة أميال خارج أتلانتا. يكتشف هناك بأن زوجتهُ لوري وابنهُ كارل أحياء ويعيشون مع زميله شاين. يذهب ريك إلى المدينة ليجلب بعض الأغراض ويتركون رجلاً خلفهم وحيداً بالمدينة، بينما يبقى شاين في المخيم.
عندما يهجم قطيع من الموتى السائرين على المخيم، يقنع ريك وشاين المجموعة بالذهاب إلى مركز السيطرة على الأمراض "CDC" في أتلانتا. ليجدوا العضو الناجي الأخير من مركز السيطرة على الأمراض، ولكن يكتشفون أنه لا يوجد علاج للمرض.

### الموسم الثاني (2011–12)
أثناء بحثهم عن المؤن على الطريق السريع، يلاحق أحد الموتى السائرين صوفيا ابنة كارول بيليتير، ويفصلها عن المجموعة، يُصاب كارل بطلق ناري عن طريق الخطأ مما يجبر المجموعة على البقاء في مزرعة الطبيب البيطري هيرشل غرين، وينقذ هيرشل حياة كارل. تحاول المجموعة البقاء والعيش في مزرعة هيرشل. تثير اختلافات المجموعة توتراً كبيراً فيما بينهم، بالإضافة إلى علم ريك بعلاقة زوجته لوري بزميله شاين، مما يخلق اختلافاً وانشقاقاً بين ريك وشاين.
تكتشف المجموعة قطيعاً من الموتى السائرين مخبأً في حظيرة في مزرعة هيرشل أغلبهم من أصدقاء وعائلة هيرشل، ومن بينهم صوفيا ابنة كارول التي قضت المجموعة وقتاً طويلاً بالبحث عنها، يفتح شاين باب الحظيرة ويطلق الموتى السائرون الذين كانوا بداخلها مما يجبر المجموعة على قتلهم وإنهاء خطرهم الأمر الذي يُغضب هيرشل. بعد مواجهة مع مجموعة من الناجين المُعادين، تنتهي بتعذيب أحد أفراد الجماعة المعادية، يُقرر شاين قتل السجين بدون علم المجموعة. محاولاً قيادة المجموعة بدلاً عن ريك، يستدرج شاين ريك بعيداً عن المجموعة ليقتله لكنهُ يقتل أثناء ذلك بطلق ناري. يجذب صوت إطلاق النار قطيعاً كبيراً من الموتى السائرون ويهاجم المزرعة مجبراً المجموعة على الهرب. بعد هرب وتفكك المجموعة، تلتقي المجموعة ببعضها، يُخبر ريك المجموعة بما علمه من موظف مركز السيطرة على الأمراض: الكل يحمل الفيروس، وما أن مات أحد ما يتحول إلى الموتى السائرون حتى ولو لم يخدشهُ أو يعضهُ الموتى السائرون.

### الموسم الثالث (2012–13)
بعد قضائهم عدة أشهر بالهرب من قطيع الموتى السائرين، تستقر المجموعة في سجن مليىْ بالموتى السائرين، لكنهم يواجهون خطراً أكبر من مساجين خائنين. عند تأمينهم للسجن وقضائهم على الموتى يصاب هيرشل بعضة في رجله مما يضطر ريك على بتر رجله ليوقف انتشار العدوى وينقذ هيرشل. تضطر ماغي لعمل ولادة قيصرية على لوري وتنقذ ابنتها المولودة على حساب أمها التي تموت أثناء الولادة. يُصاب ريك بحالة نفسية إثر فقدانه زوجته. يعثر ميرل ديكسن على ميشون التي أنقذت أندريا قرب مزرعة هيرشل ويأخذهم إلى وودبيري المنطقة التي يقودها الحاكم. تهرب ميشون من وودبيري وتذهب إلى السجن، تلتقي بريك والمجموعة وتدلهم إلى وودبيري لإنقاذ ماغي وغلين الذين خطفتهم مجموعة الحاكم.

### الموسم الرابع (2013–14)
بعد عدة أشهر من هجوم الحاكم، ينتشر نوع من الحُمى المعدية بين سكان السجن وتقتل العديد منهم. يلتقي الحاكم بمساعدهُ السابق، يقتله ويتولى قيادة جماعته ويقود هجوماً على جماعة ريك في السجن، مما يجبرهم على الهرب. تتفرق المجموعة ويجدون علامات تؤدي إلى مكان يُدعى تيرمينيس في نهاية خط السكك الحديدية. تصل جماعة ريك إلى تيرمينيس ويسجنون لسبب غير معروف.

### الموسم الخامس (2014–15)
تعلم جماعة ريك بأن سكان تيرمينيس من آكلي لحم البشر، ويتمكنون من الهرب بمساعدة كارول، تتجه المجموعة شمالأً نحو واشنطن العاصمة أملاً منهم بإيجاد علاجاً للوباء هناك. بعد عدة حوادث تواجها المجموعة يدعوهم شخصاً إلى مكان محصن يُدعى الإسكندرية. يُرحَب بهم في الإسكندرية لكن بعد وجود تهديد من الموتى السائرون على المكان يأخذ ريك وجماعته قيادة زمام الأمور في الإسكندرية، بعد متابعته لريك يصل مورغان إلى الإسكندرية بعد أن ساعد ديرل وآرون على الهروب عندما حاصرهم الموتى السائرون.

### الموسم السادس (2015–16)
يحصل ريك وجماعته على ثقة أكبر من سكان الإسكندرية في قيادتهم. يُهاجم سكان الإسكندرية من قبل جماعة همجية يدعون بالذئاب يستخدمون قطيعاً من الموتى السائرون في الهجوم، يُقتل العديد من سكان الإسكندرية قبل أن يستطيعوا السيطرة على الهجوم. يتعرف سكان الإسكندرية على جماعة تسكن بالقرب منهم بمكان يدعى «هيلتوب» يقرر ريك مساعدة سكان هيلتوب بالقضاء على خطر جماعة تدعى «المنقذون» وقائدهم نيغن. تقضي جماعة ريك على إحدى معسكرات المنقذين ولكن تعلم الجماعة بعد ذلك بوجود عدد كبير من عصابة «المنقذون» والذين يجبروهم على قسم الولاء لنيغن.

### الموسم السابع (2016–17)
يقتل نيغن غلين وأبراهام لإخافة الجماعة وكسب ولاءهم ويطلب منهم العمل لصالحه وإعطاءه نصف ما يملكون. ريك يخضع له في البداية، ولكن ميشون تقنعه بالقتال. ويقوم بالاتفاق مع مجموعة من الناجين يعيشون وسط القمامة لمساعدته في القتال. في نفس الوقت، تقوم كارول مع مورغان بالاتفاق مع إيزيكايل؛ قائد مجموعة الناجين المعروفة بـ«المملكة»، بينما تحشد كل من ماغي وروزيتا سكان الهيلتوب. تتعرض الإسكندرية لهجوم من قبل «المنقذين» ولكن قوّات المملكة والهيلتوب تصل للمساعدة، بذلك تكون الجماعات الثلاث قد أعلنت الحرب على المنقذين.

### الموسم الثامن (2017-18)
يجمع كل من ريك، ماغي وإيزيكايل مجتمعاتهم لشن الحرب ضد نيغن وجماعة المنقذين. يتكبد طرفا الصراع خسائر كبيرة: العديد من جنود المملكة يتعرضون للقتل، تنهار الإسكندرية بعد هجوم من المنقذين، ويتعرض كارل للعض من قبل ميت سائر. يحاول كارل قبل موته إقناع والده بإنهاء الحرب وفتح صفحة جديدة. يحاول نيغن القضاء تماما على ريك وحلفائه، ولكن يوجين يحبط الخطة. يقوم ريك بجرح رقبة نيغن، ولكن يطلب من صديق معالجته، على عكس رغبة ماغي، ويحبس نيغن وبذلك تنتهي الحرب. ولكن الصراعات لن تنتهي
في عالم الموتي
و سيبدأ عرض الموسم العاشر أو الحلقات الاضافية في شهر فبراير من عام 2021 وستكون الحلقة رقم 17 بتاريخ 25 فبراير ومن ثم حلقة كل أسبوع حتى يتم اختتام هذا العمل الشيق

- المصدر مجلة حياتك

## الممثلين والشخصيات

### شخصيات رئيسية
- أندرو لنكولن بدور ريك غرايمز؛ بطل المُسلسل، نائب مأمور سابق من ولاية جورجيا يقود مجموعة من الناجين. (الموسم الأول–الآن)
- جون بيرنثال بدور شاين والش؛ زميل ريك السابق وصديقهُ المُقرب. تتأزم علاقتهُ مع ريك ويصبح خطراً على المجموعة. (الموسم الأول–الثاني؛ ضيف في الموسم الثالث)
- ساره وين كوليز بدور لوري غرايمز؛ زوجة ريك، تكون علاقة حميمة مع شاين ظناً منها بأن ريك قد مات. (الموسم الأول–الثالث)
- لوري هولدين بدور أندريا؛ محامية حقوق مدنية سابقة وأحد أعضاء مجموعة الناجين من أتلانتا. (الموسم الأول–الثالث)
- جيفري دمان بدور دايل هورفاث؛ أحد أعضاء مجموعة أتلانتا، يمتلك سيارة عيش يتنقل بها هو والمجموعة. (الموسم الأول–الثاني)
- ستيفن يون بدور غلين ري؛ فتى توصيل بيتزا سابق، ينقذ حياة ريك عندما يكون محاصراً في الدبابة. يكون علاقة حميمة مع ماغي غرين. (الموسم الأول–السابع)
- تشاندلر ريغز بدور كارل غرايمز؛ ابن كل من ريك ولوري. (الموسم الأول–الثامن)
- نورمان ريديس بدور ديرل ديكسن؛ صياد المجموعة، يصبح عضواً مهماً في المجموعة ويد ريك اليمنى. (الموسم الثاني–الآن، بعض اللقطات في الموسم الأول)
- ميليسا مكبرايد بدور كارول بيليتير؛ زوجة إد ووالدة صوفيا، ربة منزل تتحول إلى امرأة قوية وعضو مهم في المجموعة. (الموسم الثاني–الآن، بعض اللقطات في الموسم الأول)
- مايكل روكر بدور ميرل ديكسن؛ شقيق ديرل الأكبر، عنصري ومدمن مخدرات، بعد إنفصاله عن المجموعة يصبح يد الحاكم اليمنى. (الموسم الثالث، ضيف في الموسم الأول والثاني)
- ليني جيمس بدور مورغان جونز؛ أول ناجي يلتقي به ريك يعد خروجه من المستشفى في الموسم الأول. (الموسم السادس–الثامن، ضيف في الموسم الأول–الثالث)
- لورين كوهان بدور ماغي غرين؛ أكبر بنات هيرشل وزوجة غلين. (الموسم الثالث–الآن، بعض اللقطات في الموسم الثاني)
- سكوت ويلسون بدور هيرشل غرين؛ طبيب بيطري ومُزارع، والد كل من ماغي وبيث. (الموسم الثالث–الرابع، بعض اللقطات في الموسم الثاني)
- إيميلي كيني بدور بيث غرين؛ أصغر بنات هيرشل وأخت ماغي غير الشقيقة. (الموسم الرابع–الخامس، بعض اللقطات في الموسم الثاني–الثالث)
- داناي غوريرا بدور ميشون؛ مقاتلة سيوف، تنضم للمجموعة وتصبح مقربة لريك. (الموسم الثالث–الآن)
- ديفيد موريسي بدور الحاكم/فيليب بليك؛ قائد مجموعة وودبيري. (الموسم الثالث–الرابع، ضيف في الموسم الخامس)
- تشاد إل. كولمان بدور تايريس ويليامز؛ أحد أعضاء المجموعة وشقيق ساشا الأكبر. (الموسم الرابع–الخامس، بعض اللقطات في الموسم الثالث)
- سونيكوا مارتن غرين بدور ساشا ويليامز؛ شقيقة تايريس الصغرى، وقناصة المجموعة. (الموسم الرابع–السابع، بعض اللقطات في الموسم الثالث)
- لورنس غيليارد الابن بدور بوبي ستوكي؛ معالج عسكري سابق، يكون علاقة حميمة مع ساشا. (الموسم الرابع–الخامس)
- الآنا ماستيرسون بدور تارا تشامبلر؛ طالبة أكاديمية شرطة سابقة، تترك وودبيري وتنضم إلى جماعة ريك. (الموسم الخامس–الآن، بعض اللقطات في الموسم الرابع)
- مايكل كادلتز بدور أبراهام فورد؛ نقيب عسكري سابق، في مهمة لجلب الناجين إلى واشنطن العاصمة، لإيجاد علاج للفيروس. (الموسم الخامس–السابع، بعض اللقطات في الموسم الرابع)
- جوش مكديرمت بدور يوجين بورتر؛ رجل ذكي يدعى بأنه يعرف علاج العدوى. (الموسم الخامس–الآن، بعض اللقطات في الموسم الرابع)
- كريستيان سيراتوس بدور روزيتا إسبينوزا؛ أحد الناجين من مجموعة أبراهام وصديقته الحميمة. (الموسم الخامس–الآن، بعض اللقطات في الموسم الرابع)
- أندرو جاي. ويست بدور غاريث؛ قائد مجموعة أكلي البشر، الذين يحتجزون مجموعة ريك. (الموسم الخامس، ضيف في الموسم الرابع)
- سيث غيليام بدور الأب غابريل ستوكس؛ قس مسيحي، ينضم إلى مجموعة ريك. (الموسم الخامس–الآن)
- روس ماركواند بدور آرون؛ عضو من جماعة الإسكندرية، يجلب جماعة ريك إلى الإسكندرية. (الموسم السادس–الآن، بعض اللقطات في الموسم الخامس)
- توفاه فيلدشو بدور ديانا مونرو؛ عضو كونغرس سابقة وقائدة مجموعة الإسكندرية. (الموسم السادس، بعض اللقطات في الموسم الخامس)
- اليكس بريكنريدج بدور جيسي أنديرسون؛ أحد سكنة الإسكندرية، تكون علاقة حميمة مع ريك. (الموسم السادس، بعض اللقطات في الموسم الخامس)
- أوستن نيكولس بدور سبينسر مونرو؛ أبن ديانا، وأحد حراس الإسكندرية. (الموسم السادس–السابع، بعض اللقطات في الموسم الخامس)
- جيفري دين مورغان بدور نيغن؛ قائد مجموعة المنقذون. (الموسم السابع–الآن، بعض اللقطات في الموسم السادس)[29]
- أوستن أميليو بدور دوايت؛ عضو في جماعة المنقذون. (الموسم السابع–الآن، بعض اللقطات في الموسم السادس)[29]
- توم باين بدور بول «جيسس» روفيا؛ عضو في جماعة هيلتوب. (الموسم السابع–الآن، بعض اللقطات في الموسم السادس)[29]
- زاندر بيركلي بدور غريغوري؛ قائد جماعة هيلتوب. (الموسم السابع–الآن، بعض اللقطات في الموسم السادس)[29]

### شخصيات متكررة الظهور
- آيروني سينغلتون بدور ثيودور «تي-دوغ» دوغلاس؛ أحد أعضاء مجموعة أتلانتا. (الموسم الأول–الثالث)
- إيما بيل بدور أيمي؛ شقيقة أندريا الصغرى، وأحد أعضاء مجموعة أتلانتا. (الموسم الأول، ضيف في الموسم الثالث)
- أندرو روثنبيرغ بدور جيم؛ أحد أعضاء مجموعة أتلانتا. (الموسم الأول، ضيف في الموسم الثالث)
- جيرل بريسكوت سايلز بدور جاكي؛ أحد أعضاء مجموعة أتلانتا. (الموسم الأول، ضيف في الموسم الثالث)
- خوان باريخا بدور موراليس؛ أحد أعضاء مجموعة أتلانتا. (الموسم الأول)
- ماديسون لينتز بدور صوفيا بيليتير؛ ابنة كارول وإد. (الموسم الأول–الثاني)
- آدم ميناروفيتش بدور إد بيليتير؛ زوج كارول ووالد صوفيا. (الموسم الأول، ضيف في الموسم الثاني)
- جين ماكنيل بدور باتريشا؛ زوجة أوتيس وصديقة هيرشل المقربة. (الموسم الثاني)
- جيمس ألين ماككيون بدور جيمي؛ حبيب بيث. (الموسم الثاني)
- مايكل زيغن بدور راندال كولفر؛ أحد أعضاء مجموعة من الناجين. (الموسم الثاني)
- ليو تيمبل بدور أكسل؛ مجرم سابق وأحد نزلا السجن. (الموسم الثالث)
- دالاس روبرتس بدور ميلتون ماميت؛ عالم يُدرس الفيروس وأحد سكان وودبيري. (الموسم الثالث)
- هوزيه بابلو كانتيلو بدور سيزار مارتينيز؛ مساعد الحاكم في وودبيري. (الموسم الثالث–الرابع)
- ميليسا بونزيو بدور كارين؛ أحد سكان وودبيري، وتنضم إلى مجموعة ريك لاحقاً. (الموسم الثالث–الرابع)
- بريتون شاربينو بدور ليزي سامويلز؛ بنت صغيرة تنضم إلى مجموعة ريك في السجن. (الموسم الرابع)
- كايلا كينيدي بدور ميكا سامويلز؛ شقيقة ليزي الصغرى التي تنضم إلى مجموعة ريك في السجن. (الموسم الرابع)
- جيف كوبر بدور جو؛ قائد مجموعة ققطاع الطرق. (الموسم الرابع)
- دينيس كروسبي بدور ماري؛ والدة غاريث وأحد سكنة تيرمينيس. (الموسم الرابع، ضيفة في الموسم الخامس)
- كريس كوي بدور مارتن؛ أحد أعضاء مجموعة غاريث. (الموسم الخامس)
- كريستين وودس بدور دون ليرنر؛ ضابطة شرطة، وقائدة مجموعة من الضباط يسكنون في مستشفى غريدي ميموريال. (الموسم الخامس)
- تايلر جيمس ويليامز بدور نوا؛ أحد سكنة مستشفى غريدي ميموريال. (الموسم الخامس)
- جوردان وودس روبينسون بدور إيريك؛ أحد سكنة الإسكندرية. (الموسم الخامس–الآن)
- ميجور دودسون بدور سام أنديرسون؛ ابن جيسي الأصغر. (الموسم الخامس–السادس)
- أوستن أبرامز بدور رون أنديرسون؛ ابن جيسي الأكبر. (الموسم الخامس–السادس)
- مايكل تراينور بدور نيكولاس؛ أحد سكنة الإسكندرية. (الموسم الخامس–السادس)
- بينديكت سامويل بدور؛ قائد جماعة الذئاب. (الموسم السادس، ضيف في الموسم الخامس)
- جيسن دوغلاس بدور توبن؛ مسؤول عمال البناء في الإسكندرية. (الموسم الخامس–الآن)
- كيتلين ناكون بدور إينيد؛ فتاة مراهقة من الإسكندرية وصديقة كارل. (الموسم الخامس–الآن)
- آن ماهوني بدور أوليفيا؛ المسؤولة عن العتاد والمؤونة في الإسكندرية. (الموسم الخامس–السابع)
- كوري هوكينز بدور هيث؛ أحد سكنة الإسكندرية. (الموسم الخامس–الآن)
- ميريت ويفر بدور الدكتور. دينيس كلويد؛ طبيب مقيم في الإسكندرية. (الموسم السادس)
- خاري بيتون بدور إيزيكايل؛ قائد مجموعة الناجين المعروفة بالمملكة. (الموسم السابع–الآن)[30]

### علاقات فرانك دارابونت
ظهر في المسلسل العديد من الممثلين الذي عملوا مع فرانك دارابونت الذي طور مسلسل الموتى السائرون من بينهم؛ لوري هولدين (أندريا)، جيفري دمان (دايل هورفاث)، ميليسا مكبرايد (كارول بيليتير)، سام ويتوير (الجندي الميت داخل الدبابة في الحلقة الأولى)، وخوان غابرييل باريخا (موراليس). كلهم ظهروا في فيلم فرانك دارابونت من عام 2007 السديم.

## الإنتاج

### التطوير
في 20 يناير، 2010، أعلنت قناة "AMC" عن طلبها لحلقة تجريبية لمسلسل تلفزيوني مبني على سلسلة القصص المصورة الموتى السائرون، سُمي فرانك دارابونت وغيل آن هيرد منتجين منفذين، وكان فرانك كاتباً ومخرجاً. بدأ تصوير الحلقة التجريبية في 15 مايو، 2010، في أتلانتا، جيورجيا، بعد أن وافقت قناة "AMC" على إنتاج ستة حلقات للموسم الأول من المسلسل. بدأ تصوير الحلقات المتبقية من الموسم الأول في 2 يونيو، 2010. في 31 أغسطس، 2010، صرح دارابونت عن تجديد المسلسل لموسم ثان، بدأ تصويره في فبراير، 2011. في 8 نوفمبر، 2010، أكدت قناة "AMC" تجديد المسلسل لموسم ثاني سيتكون من 13 حلقة. ستتناول مواضيعاً من المجلد الثاني من سلسلة روبرت كيركمان.

### الطاقم
تكون طاقم كتابة الموسم الأول من مطور السلسلة والمنتج التنفيذي فرانك دارابونت (الذي كتب أو شارك في كتابة أربعة من الست حلقات)، والمنتج التنفيذي تشارلز إيجلي، والمنتج التنفيذي وكاتب الكوميكس روبرت كيركمان، وأيضا المنتج التنفيذي المساعد جاك لوجيدايس ومستشاري المنتج آدم فييرو وغلين مازارا. شارك كل هؤلاء في كتابة حلقة واحدة على الأقل. أخرج دارابونت الحلقة التجريبية، بينما كانت الخمس المتبقية من إخراج ميشيل ماكلارين، غوينيث هوردر-بايتون، يوهان رينك، إرنست ديكرسون وجاي فيرلاند.
| |  |  |
| بعد رحيل فرانك دارابونت تولى غلين مازارا منصبه (على اليسار) لموسمين (الثاني والثالث)، وسكوت جيمبل (على اليمين) لخمسة مواسم (من الرابع للثامن) |  |  |

في 1 كانون الأول / ديسمبر 2010, ذكرت ددلاين.كوم أن دارابونت قد طرد طاقم الكتابة، بما في ذلك المنتج التنفيذي تشارلز «شيك» إيجلي، واعتزم استخدام الكتاب المستقلين للموسم الثاني.
 وصف كيركمان ذلك الخبر بأنه «غير ناضج» وأوضح أن إيجلي قد رحل بإرادته لمتابعة مشاريع أخرى، بينما قرر دارابونت البقاء في منصب الـshowrunner، وذكر أنه لم يتم وضع أي خطط محددة بشأن طاقم الكتابة في الموسم الثاني.

## الإصدار
في 23 يوليو، 2010، عرضت مشاهد من الحلقة الأولى ضمن فقرات كومك كون سان دييغو. بدأ عرض المسلسل على قناة "AMC" في 31 أكتوبر، 2010، في الولايات المتحدة، وعرض المسلسل حول العالم على قنوات شبكة فوكس العالمية خلال الأسبوع الأول من نوفمبر، 2010. قبل أسبوعين من بدء عرض المسلسل سربت الحلقة الأولى على الإنترنت.
بيعت حقوق البثّ حول العالم في 14 يونيو، 2010. اشترت شبكة فوكس حقوق البثّ حول العالم ويعرض على قنواتها في 126 دولة بثلاثة وثلاثين لغة.

### الإصدار المنزلي
صدر الموسم الأول على قرص مدمج (DVD، وBlu-ray) في 8 مارس، 2011. في 4 أكتوبر، 2011، صدرت نسخة خاصة من الموسم الأول على ثلاثة أقراص أحتوت على مشاهد إضافية وتعليق صوتي. أقتطعت المشاهد الدموية من النسخة الأوربية. في 31 مايو، 2013، صدرت نسخة كاملة من غير تقطيع.
صدر الموسم الثاني على قرص مدمج (DVD، وBlu-ray) في 28 أغسطس، 2012. صدر الموسم الثالث على قرص مدمج (DVD، وBlu-ray) في 27 أغسطس، 2013. صدر الموسم الرابع على قرص مدمج (DVD، وBlu-ray) في 26 أغسطس، 2014. صدر الموسم الخامس على قرص مدمج (DVD، وBlu-ray) في 25 أغسطس، 2015.

### البثّ المشترك
حصلت قناة "MyNetworkTV" حقوق البثّ المشترك، وبدأ عرض المسلسل في 1 أكتوبر، 2014. عدلت المشاهد الدموية في المسلسل لتقليل حدتها لتناسب مشاهدين القناة.

## الإستقبال

### التصنيف
حصل مسلسل الموتى السائرون على أعلى نسب مشاهدة في تاريخ البرامج التلفزيونية التي عرضت على محطات الكابل، في موسمه الثالث حتى السادس. حيث حصد أكبر عدد مشاهدين ذو أعمار ما بين 18–49 سنة. وصل عدد مشاهدين الحلقة الأولى من الموسم الخامس إلى 17.3 مليون مشاهد. في عام 2016، أظهرت دراسة أجرتها صحيفة نيويورك تايمز، وضعت مسلسل الموتى السائرين في قائمة أكثر خمسين مسلسل إعجاباً على موقع فيسبوك.
| الموسم | وقت العرض              | عدد الحلقات | أول عرض         | أول عرض                  | أخر عرض        | أخر عرض                  | متوسط عدد المشاهدين (بالمليون) |
| الموسم | وقت العرض              | عدد الحلقات | التاريخ         | عدد المشاهدين (بالمليون) | التاريخ        | عدد المشاهدين (بالمليون) | متوسط عدد المشاهدين (بالمليون) |
| ------ | ---------------------- | ----------- | --------------- | ------------------------ | -------------- | ------------------------ | ------------------------------ |
| 1      | 10:00 مساءاً أيام الأحد | 6           | 31 أكتوبر، 2010 | 5.35                     | 5 ديسمبر، 2010 | 5.97                     | 5.24                           |
| 2      | 09:00 مساءاً أيام الأحد | 13          | 16 أكتوبر، 2011 | 7.26                     | 18 مارس، 2012  | 8.99                     | 6.90                           |
| 3      | 09:00 مساءاً أيام الأحد | 16          | 14 أكتوبر، 2012 | 10.87                    | 31 مارس، 2013  | 12.40                    | 10.40                          |
| 4      | 09:00 مساءاً أيام الأحد | 16          | 13 أكتوبر، 2013 | 16.11                    | 30 مارس، 2014  | 15.68                    | 13.30                          |
| 5      | 09:00 مساءاً أيام الأحد | 16          | 12 أكتوبر، 2014 | 17.30                    | 29 مارس، 2015  | 15.78                    | 14.40                          |
| 6      | 09:00 مساءاً أيام الأحد | 16          | 11 أكتوبر، 2015 | 14.63                    | 3 أبريل، 2016  | 14.19                    | 13.15                          |
| 7      | 09:00 مساءاً أيام الأحد | 16          | 23 أكتوبر، 2016 | 17.03                    | 2 أبريل، 2017  | 11.31                    | 11.35                          |
| 8      | 09:00 مساءاً أيام الأحد | 16          | 22 أكتوبر، 2017 | 11.44                    | 15 أبريل، 2018 | 7.92                     | 7.82                           |

### الجوائز والترشيحات
رُشح مسلسل الموتى السائرون لجائزة أفضل مسلسل تلفزيوني جديد لجوائز نقابة الكُتاب الأمريكيين لعام 2011. وأفضل مسلسل دراما في حفل جوائز غولدن غلوب الثامن والستون.

## وصلات خارجية
- الموقع الرسمي
- الموتى السائرون على موقع IMDb (الإنجليزية)
- الموتى السائرون على موقع ميتاكريتيك (الإنجليزية)
- الموتى السائرون على موقع روتن توميتوز (الإنجليزية)
- الموتى السائرون على موقع نتفليكس (الإنجليزية)
- الموتى السائرون على موقع فيلمافينيتي (الإسبانية)
- الموتى السائرون على موقع كينوبويسك (الروسية)
- الموتى السائرون على موقع ألو سيني (الفرنسية)
- الموتى السائرون على موقع قاعدة بيانات الفيلم (الإنجليزية)